# Melodía inmortal
Melodía inmortal (The Eddy Duchin Story) es una película estadounidense de 1956, dirigida por George Sidney y con actuación principal de Tyrone Power, Kim Novak, Victoria Shaw y James Whitmore.
Relata la vida de Eddy Duchin, un popular pianista y líder de una banda estadounidense en las décadas de 1930 y 1940, fallecido por enfermedad a los 42 años de edad. La película fue un éxito de taquilla, pero no obtuvo ningún premio. 

## Argumento
Eddy Duchin (Tyrone Power), un joven de Boston, se muda a Nueva York para estudiar Farmacia. Eddy es también un diestro pianista y de esta manera conoce a Marjorie Oelrichs (Kim Novak), una hermosa dama de sociedad. Ella le convence de que no abandone su carrera como pianista y le busca un trabajo en el Casino Central Park. Todo marcha bien con su trabajo y en la relación entre ambos. 
Eddy consigue estabilizar su vida y le propone matrimonio a Marjorie. Ya casados, al poco tiempo ella espera un bebé. Pero la tragedia termina con la feliz familia, al morir Marjorie en el parto. El bebé sobrevive y recibe el nombre de Peter. Eddy queda deshecho con la muerte de Marjorie, e inconscientemente se culpa a sí mismo de que muriese, con lo que termina dejando a su hijo Peter en manos de su familia. Su nodriza Chiquita (Victoria Shaw) lo instruye mientras que Eddy, junto a su mánager Lou Sherwood (James Whitmore), parte a una serie de largas giras mundiales. 
Años después, Eddy sirve en la Armada de los Estados Unidos durante la Segunda Guerra Mundial, y se da cuenta de sus errores. Regresa junto a Peter (Rex Thompson), para iniciar una larga y dificultosa reconciliación. Al mismo tiempo se enamora de Chiquita y pronto se casa con ella. Peter ha heredado el talento musical de su padre y se presentan con éxito como un dúo pianístico, para felicidad de Eddy. Sin embargo, la tragedia llega nuevamente a su vida cuando a Eddy le diagnostican que padece leucemia, lo que acortará irremediablemente su vida.

## Comentarios
Obtuvo cuatro nominaciones a los Premios Óscar 1957: mejor fotografía, mejor música, mejor sonido y mejor guion.
El pianista Carmen Cavallaro reemplaza a Tyrone Power en las escenas musicales.
- Datos: Q1499694